# Brač (Saiteninstrument)

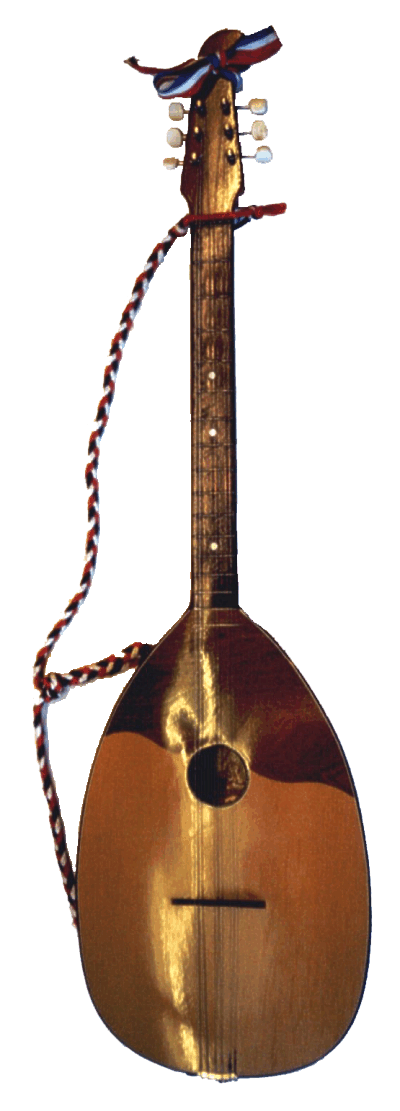
Brač

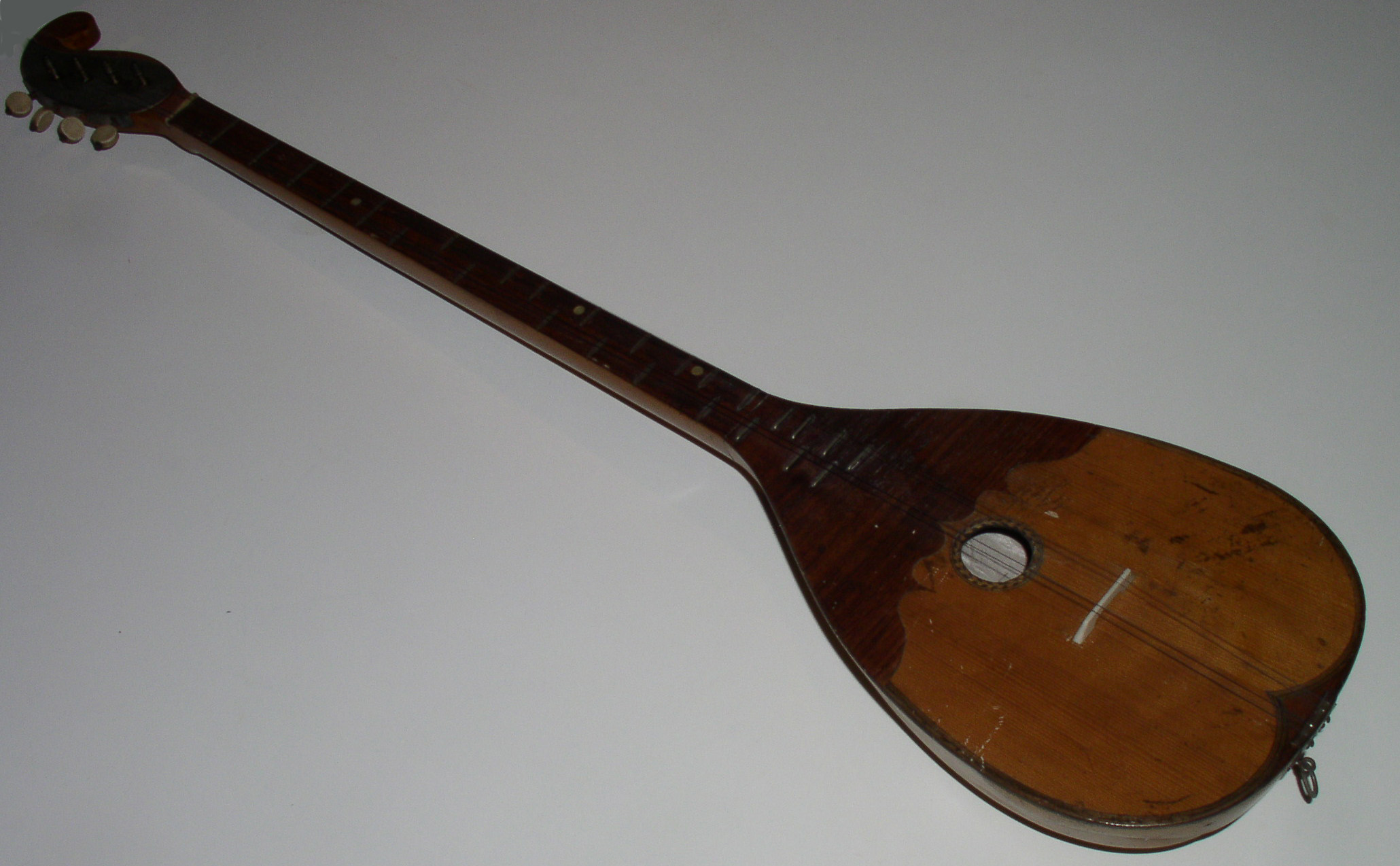
Brač

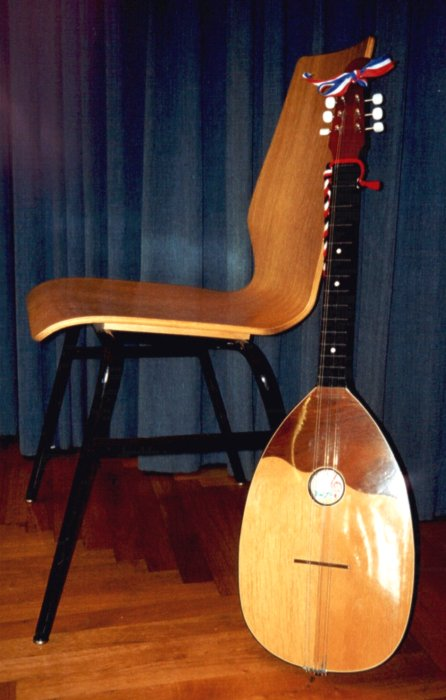
Brač

Die Brač [ˈbraːtʃ] ist eine gezupfte Langhalslaute, die in der Volksmusik von Kroatien, Serbien und anderen Ländern des ehemaligen Jugoslawien gespielt wird. Es ist das zweitkleinste Musikinstrument eines Tamburica-Ensembles und wird für die Wiedergabe von mittleren Tonlagen verwendet.
Die Brač ist ein etwas größeres Instrument als die Bisernica, wird aber eigentlich auf dieselbe Weise gespielt. Die Brač besitzt üblicherweise drei Doppelsaiten (g-d-a), es gibt aber auch zweistimmige und einstimmige Varianten. Aufgrund der Größe entsteht auch ein etwas tieferer Klang als bei der Bisernica. Typische Spielweise ist das auf Kroatisch genannte trzanje. Mit dieser Technik kommt es zur üblichen sanften, weichen Klangfarbe, die auch dem anderer Instrumente wie etwa der Mandoline oder der Balalaika sehr ähnlich ist. Das Instrument hat einen moderaten, vollen Klang.
Dieses Instrument übernimmt üblicherweise das Spiel der Melodie an sich oder die zweiten oder dritten Stimmen einer mehrstimmigen Partitur. Für Orchesterpartituren werden üblicherweise zwei oder sogar drei Brač-Stimmen komponiert (I., II. und III. Brač). Die Musikanten aus der Gegend von Srijem nennen die I. Brač auch Bassprim und die II. Brač Terzbassprim oder Bassprimterz. Die Brač sieht der mazedonisch-bulgarischen Tambura ähnlich.

## Stimmung

### Dreistimmige Varianten
- I./II./III. Brač : g-d-a

### Vierstimmige (syrmische) Varianten
- I. Brač (Bassprim, G-Brač) : e-a-d-g
- II./III. Brač (Bassprimterz, D-Brač) : h-e-a-d

- A Brač: a-e-h-fis
- E Brač: e-h-fis-cis